# Дюссельдорфский парк
Дюссельдорфский парк (прежнее название — Парк 10-го микрорайона Марьинского Парка) — парк в Юго-Восточном округе Москвы, в районе Марьино. Расположен на пересечении Перервинского бульвара, улиц Белореченской и Новомарьинской.

## История

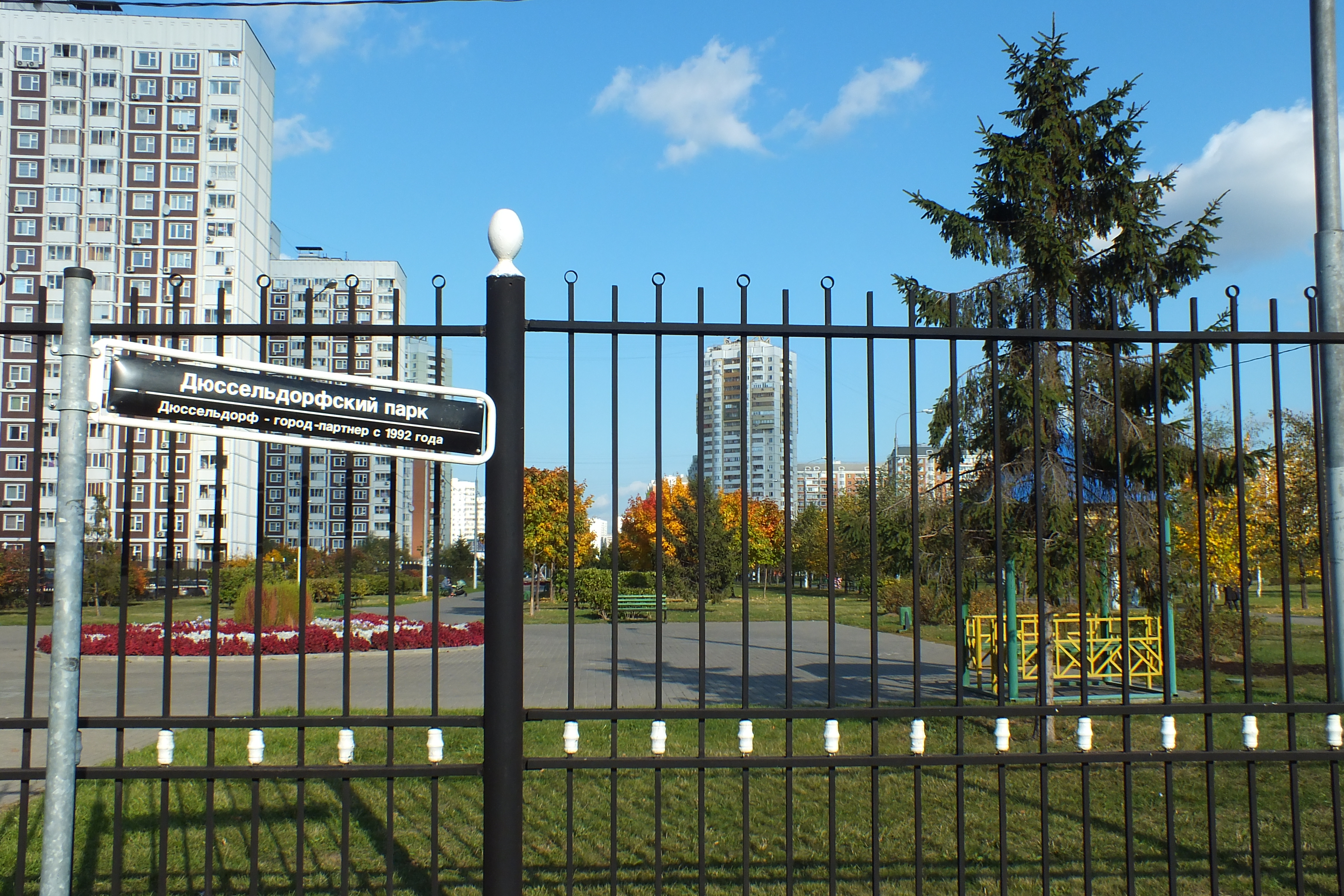
Табличка у входа в парк

Основан в 2006 году и поначалу назывался парком 10-го микрорайона Марьинского Парка. Нынешнее название получил 20 января 2009 года в честь многолетних партнёрских отношений Москвы с Дюссельдорфом (Северный Рейн-Вестфалия), ставшим городом-побратимом Москвы в 1992 году и разорвавшим партнёрские отношения в 2022 году после нападения России на Украину. Над созданием парка работали приглашённые из Германии ландшафтные дизайнеры и строители.
Торжественная церемония открытия парка состоялась 18 апреля 2009 года при участии мэра Москвы Юрия Лужкова и обер-бургомистра Дюссельдорфа Дирка Эльберса.
У нас сложились прекрасные отношения со многими городами Германии, они очень полезны для Москвы и для наших взаимоотношений, но особенные отношения за последние 20 лет у нас установились с Дюссельдорфом. Поэтому мы пообещали руководству Дюссельдорфа назвать один из прекрасных парков в одном из самых современных районов нашего города в честь города Дюссельдорфа.Ю. М. Лужков, мэр Москвы
В день открытия Ю. М. Лужков и Д. Эльберс посадили в центральной части парка дуб.

## Инфраструктура

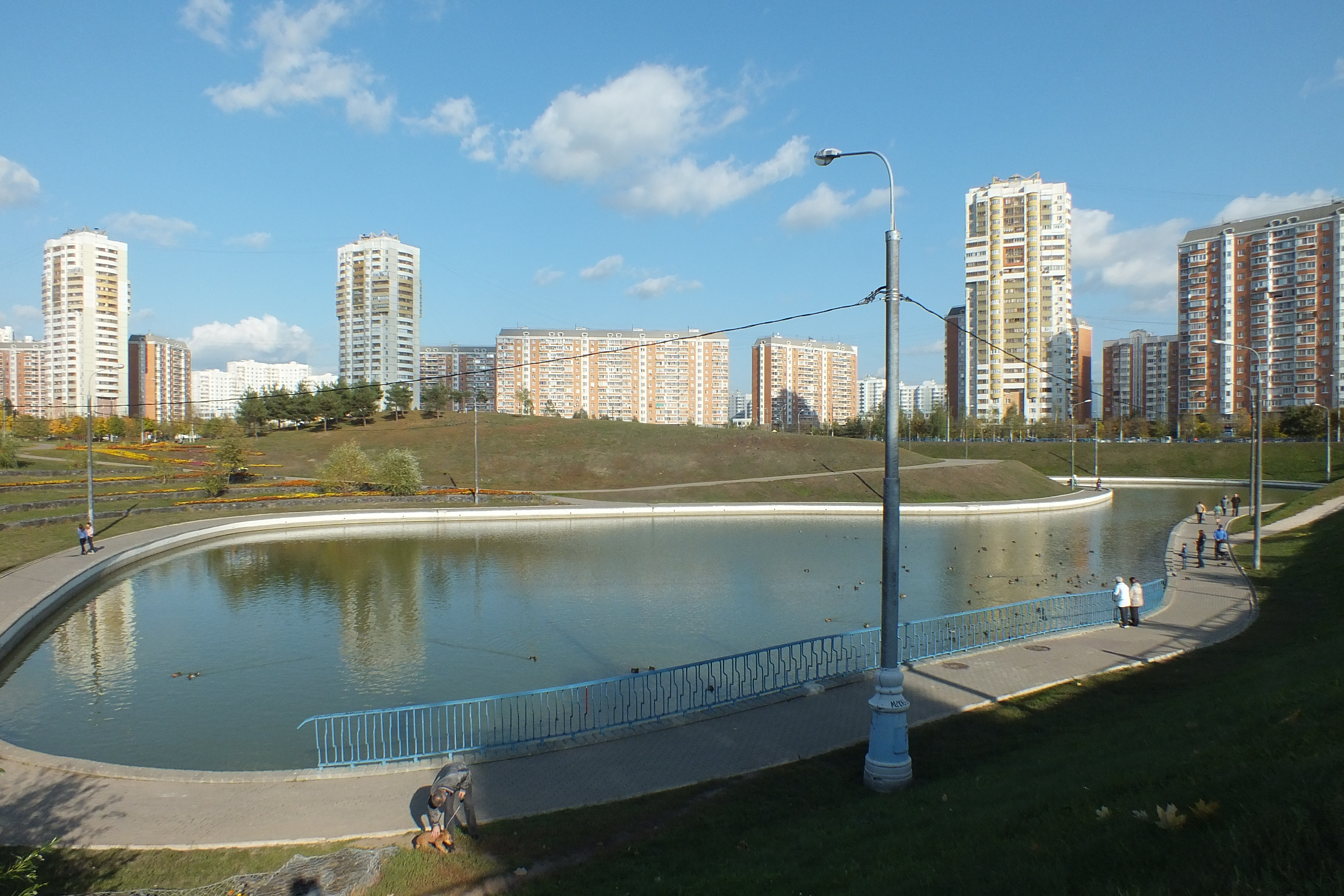
Пруд в парке

Парк представляет собой насыпной холм с высаженными деревьями и искусственным прудом. При строительстве парка были использованы элементы архитектурного и ландшафтного дизайна, свойственного немецким городам.
В центре парка установлен символ Дюссельдорфа — радшлегер (Radschläger), скульптура мальчика, делающего переворот колесом. Также на его территории расположены современный велотрек и небольшой зверинец с кроликами, козами и совой.

## Реконструкция
В 2019 году парк был комплексно обновлен по программе мэра Москвы Сергея Собянина «Мой район». По итогам благоустройства на вершине насыпного холма появилась смотровая площадка с тихой зоной отдыха, в северной части парка — 6 качелей с навесами. Также в парке были обустроены 3 детские игровые площадки, футбольное поле с искусственным покрытием и хоккейная площадка, сцена для массовых мероприятий. В парке появились уличные тренажеры и были проложены беговые и велодорожки. По просьбам местных жителей сделали площадку для выгула собак. Парковый пруд был очищен, его берега — укреплены габионом. На берегах смонтировали деревянные настилы для сидения, которые представляют собой импровизированные лавочки. В результате строительных и ландшафтных работ в парке был полностью заменен газон, дорожки замощены широкоформатной плиткой, установлены около 200 светодиодных фонарей.